# 软件定义卫星
软件定义卫星是一种开放架构的卫星系统，它具有强大的星上计算能力，能够通过软件上注、在轨发布APP等方式增强或改变其功能，能够完成多种不同的空间任务，可以被众多用户共享使用，可以为更多用户提供服务。
软件定义卫星是一种以天基超算为基础的开放架构的智能卫星系统，拥有丰富的星上应用软件，能够按需重构完成不同功能/任务，可以被众多用户共享使用、可以为众多用户提供服务。
传统航天系统大多都是按需定制的软硬件紧耦合的封闭型系统，研发周期长、研制成本高。而软件定义卫星旨在通过建立一种开放架构规范，解除航天产品软硬件之间的紧耦合关系，形成一组可即插即用的具有规模经济效应的标准硬件和软件组件，以大幅降低卫星研发成本，缩短卫星研发周期，提高航天系统设计和服务部署的灵活性。
软件定义卫星建立了两类开放创新平台，一个是天基超算平台(Sputnix)，一个是地面智能测运控平台。Sputnix对上承载航天App，对下集成载荷硬件；智能测运控平台通过运行智能测运控、智能信息处理等软件，一方面管控卫星、一方面对外提供服务，是连接地面站和智能移动终端之间的桥梁。软件定义卫星设立有面向两类开放创新平台的航天应用商店，众多厂商、公司、组织和个人均可发布其独立开发的应用软件。